# Santa Maria da Boa Vista
Santa Maria da Boa Vista é um município brasileiro do estado de Pernambuco. Distante 611 km da Capital Recife. Faz parte da Região Administrativa Integrada de Desenvolvimento do Polo Petrolina e Juazeiro e tem o nono maior PIB do Sertão de Pernambuco, atrás apenas de Ouricuri, Floresta, Serra Talhada, Araripina, Arcoverde, Salgueiro, Petrolândia e Petrolina.

## MST
Em 1995, chega ao município o Movimento dos Trabalhadores Rurais Sem Terra, a partir da ocupação da Fazenda Safra. Após essa primeira ação, foram surgindo outras ocupações, transformando o município no segundo  maior polo de assentamentos da Reforma Agrária no Nordeste.

## Geografia
Localiza-se a 08º48'28" de latitude sul e 39º49'32" de longitude oeste, a uma altitude de 361 metros.

### Limites
| Noroeste: Santa Cruz      | Norte: Parnamirim    | Nordeste: Orocó e Parnamirim |
| Oeste: Lagoa Grande       |                      | Leste: Orocó                 |
| Sudoeste: Estado da Bahia | Sul: Estado da Bahia | Sudeste: Estado da Bahia     |

### Hidrografia
O município encontra-se na bacia do rio São Francisco, e do rio Pontal.

### Clima
| Gráfico climático para Santa Maria da Boa Vista                | Gráfico climático para Santa Maria da Boa Vista | Gráfico climático para Santa Maria da Boa Vista | Gráfico climático para Santa Maria da Boa Vista | Gráfico climático para Santa Maria da Boa Vista | Gráfico climático para Santa Maria da Boa Vista | Gráfico climático para Santa Maria da Boa Vista | Gráfico climático para Santa Maria da Boa Vista | Gráfico climático para Santa Maria da Boa Vista | Gráfico climático para Santa Maria da Boa Vista | Gráfico climático para Santa Maria da Boa Vista | Gráfico climático para Santa Maria da Boa Vista |
| -------------------------------------------------------------- | ----------------------------------------------- | ----------------------------------------------- | ----------------------------------------------- | ----------------------------------------------- | ----------------------------------------------- | ----------------------------------------------- | ----------------------------------------------- | ----------------------------------------------- | ----------------------------------------------- | ----------------------------------------------- | ----------------------------------------------- |
| J                                                              | F                                               | M                                               | A                                               | M                                               | J                                               | J                                               | A                                               | S                                               | O                                               | N                                               | D                                               |
| 47 31 22                                                       | 71 31 22                                        | 126 31 21                                       | 71 31 21                                        | 58 30 21                                        | 48 29 20                                        | 47 30 20                                        | 30 19                                           | 23 32 21                                        | 13 34 22                                        | 47 35 22                                        | 53 33 22                                        |
| Temperaturas em °C • Precipitações em mmFonte: Jornal do Tempo |                                                 |                                                 |                                                 |                                                 |                                                 |                                                 |                                                 |                                                 |                                                 |                                                 |                                                 |

O município tem o clima semiárido, do tipo BSh. Os verões são quentes e úmidos, é neste período em que praticamente quase toda chuva do ano cai. Os invernos são mornos e secos, com a diminuição de chuvas; as mínimas dificilmente caem para menos de 15 °C. As primaveras são muito quentes e secas, com temperaturas muito altas, que em que algumas ocasiões podem chegar a mais de 40 °C.

### Relevo
O município localiza-se na unidade ambiental da Depressão Sertaneja, com relevo suave a ondulado.

### Vegetação
A vegetação predominante é a caatinga, com espécies floresta hiperxerófila, com trechos de floresta caducifólia.

### Solo
Em relação aos solos, nos Patamares Compridos e Baixas Vertentes do relevo suave ondulado ocorrem os Planossolos, mal drenados, fertilidade natural m édia problemas de sais; Topos e Altas Vertentes, os solos Brunos não Cálcicos, rasos e fertilidade natural alta; Topos e Altas Vertentes do relevo ondulado ocorrem os Podzólicos,drenados e fertilidade natural média e as Elevações Residuais com os solos Litólicos, rasos, pedregosos e fertilidade natural média.

### Geologia
O município de Santa Maria da Boa Vista é constituída pelos seguintes litotipos: Gnáissico-migmatítico, Sobradinho-Remanso, e Riacho Seco, dos gnaisses Arapuá, Bangê e Bogó, do Complexo Saúde, dos Granitóidessin e póstectônicos.

## Demografia
Segundo o censo 2013 do IBGE, Santa Maria da Boa Vista possui uma população de 40.908 habitantes, distribuídos numa área de 3.001,179 km², tendo assim, uma densidade demográfica de 13,14 hab/km².

## Política
O poder executivo do município é exercido por George Duarte, do partido PP.

## Economia
Segundo dados sobre o produto interno bruto dos municípios, divulgado pelo IBGE referente ao ano de 2011, a soma das riquezas produzidos no município é de 264.285 milhões de reais (43° maior do estado). Sendo o setor de serviços o mais mais representativo na economia boavistana, somando 149.159 milhões. Já os setores industrial e da agricultura representam 38.793 milhões e 64.841 milhões, respectivamente. O PIB per capita do município está entre os menores do Estado e da sua região, com apenas 6.668,98 mil reais (52° maior do estado).

### Energia solar
No final de 2013, o então governador de Pernambuco, Eduardo Campos, realizou o primeiro leilão de energia solar no Brasil. Na ocasião, cinco empresas venceram, entre elas empresas do Brasil, Alemanha, Espanha, China e Itália. O contratado foi de 122,82 megawatts de energia proveniente da luz solar, o que equivale a seis vezes o que se foi produzido no país naquele ano. O preço médio da energia foi negociado a R$ 228,63. Cinco municípios pernambucanos sediarão as empresas vencedoras, entre eles o município de Santa Maria da Boa Vista. A escolha dos municípios para sediar os empreendimentos foi favorecido pela abundância de luz na região, já que a estação chuvosa do oeste pernambucano só dura pouco mais de três meses, com menos de 800 mm/ano.

## Estrutura

### Saúde
A cidade conta com dezessete estabelecimentos de saúde, sendo quinze deles públicos municipais e dois privados.

### Transportes
O município é cortado pela BR-428, rodovia Nilo Coelho, que tem início em Cabrobó e término em Petrolina. A população conta com o Aeroporto de Petrolina, estando a pouco mais de 110 km de distância.